# Flávio Marcílio
Flávio Portela Marcílio (Picos, 12 de agosto de 1917 - Brasilia, 26 de enero de 1992) fue un abogado, profesor y político brasileño.

## Biografía
Hijo de Francisco Carlos Marcílio y Celecina Portela Marcílio. Licenciado en Ciencias Jurídicas y Sociales,> fue profesor de la Universidad Federal de Ceará, de la Universidad de Brasilia y del Centro Universitario de Brasilia. Residente en Ceará desde su juventud, fue abogado, juez del Tribunal Electoral Regional y consejero del Tribunal de Cuentas de Ceará, cargos que abandonó en 1954 cuando inició su carrera política en el Partido Laborista Brasileño (PTB).
Elegido vicegobernador de Ceará por la fórmula de Paulo Sarasate en 1954, asumió el cargo el 3 de julio de 1958, cuando el titular renunció para presentarse como candidato a diputado federal y permaneció en el Palacio de Iracema hasta el 25 de marzo de 1959. Elegido diputado federal suplente en 1962, ejerció bajo citación. Designado presidente del Instituto de Jubilaciones y Pensiones de Estibadores y Transportes de Carga (IAPETEC) en 1963, fue designado diputado el 11 de abril de 1964 tras la destitución de Adalil Barreto por el Acto Institucional Número Uno dictado por el régimen militar. Con la llegada del bipartidismo vía el Acto Institucional Número Dos, ingresó a Alianza Renovadora Nacional (ARENA) y fue reelecto sucesivamente  en 1966, 1970, 1974, 1978 y 1982.
Presidente de la Cámara de Diputados en tres ocasiones (1973-1975, 1979-1981, 1983-1985), vivió el inicio de la apertura política en el Gobierno de Ernesto Geisel y en el Gobierno João Figueiredo vio el retorno al multipartidismo y encabezó la votación que rechazó la Enmienda Constitucional Dante de Oliveira. El 11 de agosto de 1984, fue escogido como el candidato a vicepresidente de la chapa de Paulo Maluf por la convención nacional del Partido Democrático Social (PDS), el sucesor de ARENA, pero esta candidatura fue derrotada en las elecciones de 1985 por Tancredo Neves y José Sarney. En 1986 intentó un nuevo mandato pero quedó como suplente, sin embargo su familia estuvo representada en la Asamblea Nacional Constituyente que redactó la Constitución de 1988 luego de que su sobrina, Moema São Thiago, fuera electa para la misma.
Asumió su último mandato como diputado federal el 23 de mayo de 1990, días después de la renuncia de Luís Marques, designado director general del Departamento Nacional de Obras Contra las Sequías (DNOCS) por el presidente Fernando Collor.
Primo de Petrônio Portella y cuñado de Virgílio Távora, fue el único piauí que presidió la Cámara de Diputados y también el único nacido en el estado que integró una fórmula presidencial, y con la excepción del bahiano Franklin Dória (Barón de Loreto), nacido en Ilha dos Frades, fue el único representante de la bancada de Piauí en comandar la Cámara de Diputados.
En las elecciones de 1990 disputó su última elección a la Cámara de Diputados, por el PDS. Sin embargo, no tuvo éxito y quedó como tercer suplente de su coalición, detrás de César Cals Neto.